# Ekesteinen
Ekesteinen är en kulle i Antarktis. Den ligger i Östantarktis. Norge gör anspråk på området. Toppen på Ekesteinen är 2 005 meter över havet.
Terrängen runt Ekesteinen är platt åt sydost, men åt nordväst är den kuperad. Trakten är obefolkad. Det finns inga samhällen i närheten. 